# Horváth János (zalabéri)
Zalabéri Horváth János Nepomuk György István (Zalabér, 1788. január 23. - Kőszeg, 1853. augusztus 1.) Zala vármegye alispánja, országgyűlési követe, királyi kamarás, nagybirtokos. Zalában a liberális reformkori eszmék egyik legfontosabb előharcosa.

## Élete
A tekintélyes és tehetős nemesi származású zalabéri Horváth család sarja. Édesapja, zalabéri Horváth József (1740-1793) cs. és kir. kamarás, Zala vármegye alispánja, táblabíró, földbirtokos, édesanyja, ledeniczi Ugronovics Franciska (1747-1814) volt. Anyai nagyszülei ledeniczi Ugronovics István (1726-1830) Trencsén vármegye alispánja és dobói Dobay Anna (1725-1790) voltak. Édesapja, zalabéri Horváth József, a Zala vármegyei köznemeségén belül az egyik legtehetősebb földbirtokosnak számított: 16 úrbéri birtoka volt, amely összesen 971 úrbéri holdat alkotott. A legnagyobb, a 224 úrbéri holdas söjtöri, a második legnagyobb a 150 úrbéri holdas zalabéri birtoka volt. A földesúr uradalmaiban összesen 75 jobbágya és 181 zsellére lakott. Apai nagyszülei zalabéri Horváth Zsigmond (1706-1749) és Hartwigh Rozália (†1784) voltak.
Alap tanulmányai végzése után jogi tanulmányokat tett le. Hamarosan került kapcsolatba a liberális eszméket támogató értelmiségi körökkel. Zalabéri Horváth János 1831. június 20.-a és 1834. szeptember 22.-e között Zala vármegye első alispánja volt. Azalatt az idő alatt, 1832. november 5.-étől 1834. március 11.-áig a vármegye országgyűlési követe is volt Pozsonyban. Az egyik közeli barátja a országgyűlési követtársa kehidai Deák Antal volt, akinek az öccsét, Deák Ferencet zalabéri Horváth Jánost helyettesítette Zalában helyettes első alispánként otthon, miközben a rendes első alispán Pozsonyban volt. A pozsonyi országgyűlésen a befolyásos zalai első alispán mérsékelt ellenzékiként viselkedett. Amikor Deák Antal lebetegedett, a vármegye 1833. április 15.-én Deák Ferencet választották országgyűlési követté, és helyébe, vármegyei helyettes első alispánként boldogfai Farkas János lépett. Miután véglegesen hazatért Zala megyébe, zalabéri Horváth János átmenetileg szembefordult Deák Ferenc liberális reformpolitikájával, amikor a jobbágy felszabadítás került szóba. Az 1830-as évek végétől azonban már Csány László közeli barátjának számított, és a zalai ellenzék egyik fővezérének.
Horváth János 1843-ban a nemesi adófizetés mellett korteskedett, majd példaképp 1845-ben önkéntes adófizetést vállalt. Ekkor Zalaszentgróton a védegyleti fiók pénztárnoka volt. 1847-ben belépett az Országos Ellenzéki Körbe is. Zalai birtokait eladva még 1848 előtt Kőszegre költözött.

## Házasságai és gyermekei
Zalabéri Horváth Jánosnak összesen 4 felesége volt élete során. Az első nejét, zsadányi és törökszentmiklósi Almássy Klárát (*1794.–†Zalabér, 1817. február 12.), 1811. június 9.-én vette el Gyöngyösön. A menyasszony szülei zsadányi és törökszentmiklósi Almásy József, földbirtokos és gróf hallerkeői Haller Krisztina asszony voltak. Horváth Jánosnak első feleségétől született:
- zalabéri Horváth László (*Zalabér, 1812. június 25.–Pest, 1854. október 24.) főhadnagy, 1848-as honvéd őrmester, földbirtokos. Neje fáji Fáy Borbála (1829-1879).

Almássy Klára halála után, a második házastársa, gróf tolnai Festetics Jozefa (*1800–†Sopron, 1823. április 27.) lett, akit Sopronban 1822. április 9.-én vett el. A menyasszony szülei gróf tolnai Festetics József (1758–1843), földbirtokos és vizeki Tallián Johanna (1766–1843) voltak. Festetics Jozefa grófnő azonban alig egy év az esküvő után elhalálozott. Horváth János és gróf Festetics Jozefa frigyéből született:
- zalabéri Horváth Róbert (*Sopron, 1823. április 17.–†Zalabér, 1829. január 18.)

Horváth János második neje halála ezután ismét kötött házasságot harmadjára: 1824. május 20.-án Bécsben elvette báró Switzen Teréz (*1806–†Sopron, 1825. április 13.) kisasszonyt. A harmadik nejétől egyetlen egy lány született, aki nem érte el a felnőttkort:
- Horváth Terézia (*Sopron, 1825. április 5.)

A harmadik házastársának a halála után 1828. június 20.-án Zalabéren vette feleségül felsőeőri Márkus Teréziát, kisfaludi Kisfaludy Boldizsár özvegyét, akinek a szülei felsőeőri Márkus Ignác és rába-bogyoszlói Vajda Anna voltak. A negyedik házasságából két gyermekük született:
- zalabéri Horváth János Nepomuk (*Zalabér, 1829. április 19.–†Kápolnás, 1905. november 1.), császári és királyi kamarás, titkos tanácsos, altábornagy, földbirtokos.[7] Felesége báró Coletti Emanuela (*Leitersdorf, 1838. augusztus 1.–†Budapest, 1890. március 31.).
- Horváth Klára (*Zalabér, 1832. július 6.). Férje: Suckow Pál.